# Nosopsyllus elongatus
Nosopsyllus elongatus är en loppart som beskrevs av Li Kueichen et Shen Dingying 1963. Nosopsyllus elongatus ingår i släktet Nosopsyllus och familjen fågelloppor.

## Underarter
Arten delas in i följande underarter:
- N. e. elongatus
- N. e. longchuanensis
- N. e. puerensis
- N. e. yanshanensis